# Мерлин (коммуна)
Мерли́н (фр. Merlines, окс. Merlinas) — коммуна во Франции, находится в регионе Лимузен. Департамент — Коррез. Входит в состав кантона Эйгюранд. Округ коммуны — Юссель.
Код INSEE коммуны — 19134.
Коммуна расположена приблизительно в 360 км к югу от Парижа, в 100 км восточнее Лиможа, в 70 км к северо-востоку от Тюля.

## Население
Население коммуны на 2008 год составляло 812 человек.
| 1962 | 1968 | 1975 | 1982 | 1990 | 1999 | 2008 |
| ---- | ---- | ---- | ---- | ---- | ---- | ---- |
| 1025 | 1027 | 979  | 1028 | 948  | 898  | 812  |

## Экономика

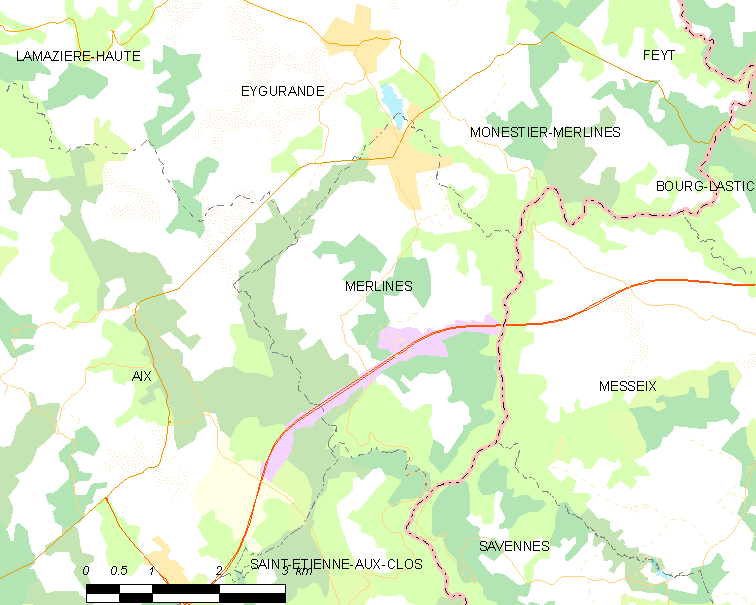
Карта коммуны

В 2007 году среди 461 человека в трудоспособном возрасте (15-64 лет) 291 были экономически активными, 170 — неактивными (показатель активности — 63,1 %, в 1999 году было 66,3 %). Из 291 активных работали 266 человек (138 мужчин и 128 женщин), безработных было 25 (13 мужчин и 12 женщин). Среди 170 неактивных 28 человек были учениками или студентами, 59 — пенсионерами, 83 были неактивными по другим причинам.